# زمین‌لرزه ۱۹۶۸ نیوزیلند

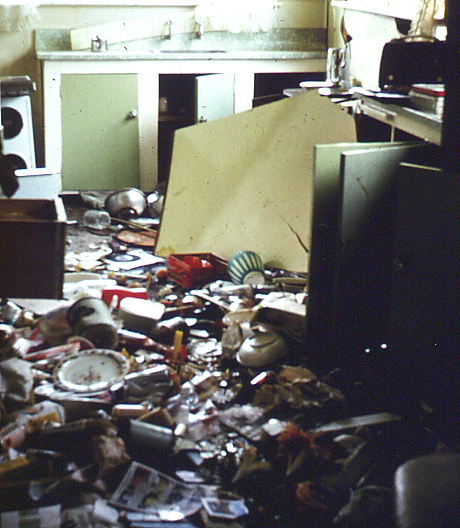
زمین لرزه1968نیوزلند

زمین‌لرزه نیوزیلند  در تاریخ ۲۳ مه ۱۹۶۸ میلادی، برابر با ‎۲ خرداد ۱۳۴۷، ساعت ۱۷:۲۴:۲۰ به زمان یوتی‌سی در نیوزیلند رخ داد. ژرفای این زلزله ۴۶٫۸ کیلومتر بود. بزرگی آن ۷٫۲ در مقیاس Mw اعلام شده‌است. زمین‌لرزه به وقت محلی در روز جمعه، ساعت ۵ روی داده و منطقه زمانی آن یوتی‌سی +۱۲ بوده‌است (با لحاظ تغییر ساعت تابستانی).
سازمان زمین‌شناسی آمریکا نیز جای این زمین‌لرزه را در مختصات ۴۱°۴۲′جنوبی ۱۷۲°۰۰′شرقی / ۴۱٫۷°جنوبی ۱۷۲°شرقی و بزرگی آنرا برابر با ۷٫۱ در مقیاس ریشتر اعلام کرده‌است. ژرفای گزارش شده از سوی این سازمان ۲۱ کیلومتر می‌باشد.
شمار کشتگان زلزله حدود ۳ نفر بوده‌است.تعداد زخمیان ۱۴ نفر برآورده شده‌است.